# Club Deportivo El Álamo
Club Deportivo El Álamo es un equipo de fútbol con sede en El Álamo, Comunidad de Madrid, España. 

## Historia
Fundado en 1974, actualmente juega en la División regional preferente, (Grupo II en la Comunidad de Madrid).

## Temporada a temporada
| Temporada   | División         | Posición | Copa del Rey   |
| ----------- | ---------------- | -------- | -------------- |
| desde 74-89 | Regional         | —        |                |
| 1986/87     | Preferente       | 8.º      |                |
| 1987/88     | Preferente       | —        |                |
| 1988/89     | Preferente       | 13.º     |                |
| 1989/90     | Preferente       | 3.º      |                |
| 1990/91     | Preferente       | 2.º      |                |
| 1991/92     | Preferente       | 1.º      |                |
| 1992/93     | Tercera División | 16.º     |                |
| 1993/94     | Tercera División | 14.º     |                |
| 1994/95     | Tercera División | 22.º     |                |
| 1995/96     | Preferente       | —        |                |
| 1996/97     | Preferente       | —        |                |
| 1997/98     | Preferente       | 10.º     |                |
| 1998/99     | Preferente       | 9.º      |                |
| 1999/00     | Preferente       | 9.º      |                |
| 2000/01     | Preferente       | 6.º      |                |
| 2001/02     | Preferente       | 14.º     |                |
| 2002/03     | Preferente       | 11.º     |                |
| 2003/04     | Preferente       | 2.º      |                |
| 2004/05     | Tercera División | 20.º     |                |
| 2005/06     | Preferente       | 15.º     |                |
| 2006/07     | 1.ª Aficionados  | 3.º      |                |
| 2007/08     | Preferente       | 11.º     |                |
| 2008/09     | Preferente       | 4.º      |                |
| 2009/10     | Preferente       | 18.º     |                |
| 2010/11     | 1.ª Aficionados  | 1.º      |                |
| 2011/12     | Preferente       | 18.º     |                |
| 2012/13     | 1.ª Aficionados  | 5.º      |                |
| 2013/14     | 1.ª Aficionados  | 5.º      |                |
| 2014/15     | 1.ª Aficionados  | 2.º      |                |
| 2015/16     | Preferente       | 4.º      |                |
| 2016/17     | Preferente       | 3.º      |                |
| 2017/18     | Tercera División | 18.º     |                |
| 2018/19     | Preferente       | 1.º      |                |
| 2019/20     | Tercera División | 15.º     | 64.os de final |
| 2020/21     | Tercera División | 17.º     |                |
| 2021/22     | Preferente       | 8.º      |                |
| 2022/23     | Preferente       | 5.º      |                |
| 2023/24     | Preferente       |          |                |

## Palmarés

### Campeonatos regionales
- Regional Preferente de Madrid (2): 1991-92 (Grupo 2)[1] y 2018-19 (Grupo 2).[2]
- Primera Regional de Madrid (1): 2010-11 (Grupo 4).[3]
- 2.ª Regional Ordinaria Castellana (1): 1983-84 (Grupo 7).[4]
- Copa de Campeones de Preferente de Madrid (1): 2018-19.[5]
- Subcampeón de la Regional Preferente de Madrid (3): 1990-91 (Grupo 2),[6] 1995-96 (Grupo 2)[7] y 2003-04 (Grupo 2).[8]
- Subcampeón de la Primera Regional de Madrid (1): 2014-15 (Grupo 4).[9]
- Subcampeón de la 1.ª Regional Ordinaria Castellana (1): 1984-85 (Grupo 2).[10]

### Palmarés del C. D. El Álamo "B"
Campeonatos regionales
- Tercera Regional de Madrid (1): 2019-20 (Grupo 11).[11]

## Campo
El Club Deportivo El Álamo disputa sus encuentros oficiales en el Estadio Municipal Facundo Rivas, ubicado en la madrileña localidad de El Álamo.
Estadio Municipal Facundo Rivas:
- Medidas: 101 × 66 m (metros)
- Terreno de juego: césped artificial
- Capacidad: 1500 espectadores sentados en la grada.
- Vestuarios, gimnasio, cabina de radio y sala de prensa.

## Cantera
La estructura del fútbol base, cuenta con una misma filosofía de trabajo en todas sus categorías, desde chupetines a juveniles, supone que los jugadores hayan jugado desde pequeños de la misma manera, por lo que de una forma natural, se pueden encontrar jugando en el primer equipo y adaptarse a conceptos y exigencias del juego desde el primer día.
El club cuenta en la actualidad con los siguientes equipos:
- Chupetin (1 equipos)
- Prebenjamín (1 equipo)
- Benjamín (2 equipos)
- Alevín (2 equipos)
- Infantil (2 equipos)
- Cadete (2 equipos)
- Juvenil (2 equipos)
- Amateur "B" (1 equipo)

## Torneo Nacional de Fútbol Base
El Torneo Nacional de Fútbol Base "San Isidro" se viene celebrando desde hace 25 años. Suele disputarse el último fin de semana de abril/primeros de mayo.
Equipos de la Categoría del Real Madrid, FC Barcelona, At. Madrid, Ath. Bilbao, Valencia CF, Villareal CF, Sevilla CF, Celta de Vigo, Málaga CF, entre otros muchos, han pasado por alguna de las ediciones del Torneo.
Puede considerarse uno de los Torneos de Fútbol Base más prestigiosos del país.

## Copa del Rey
Tras proclamarse Campeón Absoluto de la Regional Preferente Madrileña en el verano del 2019, el Club entró en el Sorteo de la Fase Previa de la Copa de España SM EL REY 2019/20.
En esta ronda previa, participaron los campeones de cada una de las veinte federaciones territoriales emparejados bajo criterios de proximidad geográfica.
En el sorteo realizado el 17 de octubre de 2019, la suerte quiso que su rival fuera el CD Pedroñeras (Campeón Regional de Castilla-La Mancha). En el partido celebrado el 13 de noviembre de 2019 en el Estadio Facundo Rivas con un lleno histórico, los alameños se impusieron por 2 a 1 con goles de Matas y Flores, consiguiendo así su paso a la 1.ª Ronda de la Copa de España SM EL REY 2019/20.
La suerte quiso que en el sorteo fuera el RCD Mallorca (1.ª División) el club que visitara El Álamo el 18 de diciembre de 2019. Tras disputarse un intenso partido con las ocasiones más claras a favor de los locales y justo antes de que el árbitro pitara el final del encuentro con empate a cero en el marcador, los alameños tuvieron la mala fortuna de meterse un gol en propia meta en el minuto 93, poniendo fin a un sueño que se llegó a tocar con la punta de los dedos.